# Thời vụ du lịch
Thời vụ du lịch được hiểu là những biến động lặp đi lặp lại hàng năm của cung và cầu các dịch vụ và hàng hóa du lịch dưới tác động của một số nhân tố xác định. 

## Đặc điểm của tính thời vụ
- Thời vụ trong du lịch là quy luật có tính phổ biến ở tất cả các nước và các vùng có hoạt động du lịch.
- Một nước hoặc một vùng có thể có một hay nhiều thời vụ du lịch, tùy thuộc vào các thể loại du lịch được khai thác ở đó.
- Cường độ của thời vụ du lịch không đều nhau vào các tháng khác nhau:
- Thời gian mà cường độ của thời vụ du lịch lớn nhất (cực đại) được gọi là thời vụ chính hoặc chính vụ (mùa cao điểm)
- Thời gian có cường độ nhỏ hơn vào trước và sau mùa chính có thể gọi là trước mùa chính (đầu mùa) và sau mùa chính (cuối mùa)
- Thời gian còn lại với cường độ rất nhỏ thì gọi là ngoài mùa (mùa chết)
- Ở các nước, các vùng du lịch phát triển, thời vụ du lịch kéo dài hơn và chênh lệch cường độ của mùa du lịch chính so với thời kỳ trước và sau mùa vụ chính thể hiện yếu hơn.. Ngược lại, ở những noi du lịch mới phát triển, mùa du lịch thường ngắn hơn và sự chênh lệch cường độ của mùa du lịch chính so với thời gian trước và sau mùa chính thể hiện rõ nét hơn.
- Độ dài thời gian và cường độ của thời vụ du lịch không bằng nhau đối với các loại hình du lịch khác nhau.

## Các nhân tố tác động đến sự hình thành thời vụ du lịch

### Khí hậu
Là nhân tố quyết định tính thời vụ du lịch, nó tác động lên cả cung và cầu trong hoạt động du lịch.
- Về mặt cung: Đa số các điểm tham quan du lịch, giải trí đều tập trung số lượng lớn vào mùa hè với khí hậu ấm áp như các điểm du lịch nghỉ biển, nghỉ núi, chữa bệnh.
- Về mặt cầu: mùa hè là mùa có lượng khách du lịch lớn nhất.
- Thời gian rỗi: Con người chỉ có thể đi du lịch vào thời gian rỗi.Tác động của thời gian rỗi lên tính thời vụ trong du lịch được thể hiện:
- Nếu thời gian nghỉ phép năm ngắn thì chỉ có thể đi du lịch một lần trong năm (vào thời gian chính vụ).
- Nếu số ngày nghỉ phép dài hơn, có thể cho phép đi du lịch hơn một lần trong năm thì sẽ làm giảm tính thời vụ.
- Như vậy, sự gia tăng thời gian rỗi góp phần giảm cường độ của thời vụ và tăng cường độ tập trungnhu cầu vào ngoài thời vụ du lịch truyền thống.
- Việc phân bố thời gian sử dụng phép năm của nhân dân lao động cũng ảnh hưởng đến thời vụ trong du lịch.Ở một số nước có quy định thời gian sử dụng phép nhất định cho nhân viên trong năm, điều này góp phần tập trung nhu cầu vào một thời gian nhất định, tạo nên thời vụ du lịch.

Có 02 xu hướng trong thời gian gần đây:
- Thứ nhất: Số thanh niên, thiếu niên tự đi du lịch ngày càng đông và giới hạn các học sinh đi nghỉ cùng cha mẹ ngày càng giảm.Tuổi thọ trung bình của con người ngày càng cao, vì vậy mà số gia đình có con em trong độ tuổi đi học ngày càng giảm.
- Thứ 2: Số lượng người ở độ tuổi hưu trí ngày càng tăng, họ là người được sử dụng tùy ý thời gian đi nghỉ.

Những xu hướng trên là điều kiện thuận lợi để hạn chế sự tập trung nhu cầu vào thời vụ chính.
- Sự quần chúng hóa trong du lịch: Là nhân tố ảnh hưởng đến cầu du lịch.Kết quả của sự quần chúng hóa trong du lịch là mở rộng sự tham gia của số đông khách có khả năng thanh toán trung bình và thường ít có kinh nghiệm đi du lịch.Có thể nói, hiện nay cơ hội đi du lịch đến với mọi người chứi không chỉ đối với những người giàu có, tầng lớp thượng lưu.Số du khách ít hiểu biết thị trường và họ thường đi du lịch vào mùa chính, vì các nguyên nhân sau:
- Vào mùa chính giá tour cao, nhưng do đi du lịch theo đoàn nên được hưởng chính sách giảm giá.
- Họ ít hiểu biết điều kiện nghỉ của từng tháng trong năm nên chọn thời tiết vào mùa đi du lịch chính để sự rủi ro về thời tiết là ít nhất.
- Họ chọn thời gian đi nghỉ dưới tác động của tâm lý họ thích đi nghỉ cùng thời gian với các nhân vật danh tiếng đi nghỉ.

Như vậy, với sự quần chúng hóa trong du lịch, tính thời vụ đã có sẵn từ trước đó lại có cường độ tăng. Để khắc phục tình trạng này, cần có các biện pháp phù hợp.Ví dụ như có chính sách giảm giá rõ rệt vào trước và sau thời vụ chính, đồng thời mở rộng quảng cáo điều kiện nghỉ ngơi một cách rộng rãi để thu hút khách đi du lịch ngoài vụ chính.
- Phong tục, tập quán dân cư: là nhân tố có tính bất hợp lý tác động mạnh lên sự tập trung các nhu cầu du lịch vào thời vụ chính. Để khắc phục phần nào ảnh hưởng bất lợi của phong tục làm tăng đột ngột các nhu cầu vào một thời gian ngắn, phương pháp chủ yếu là mở rộng hoạt động thông tin, tuyên truyền, quảng cáo trong thời gian dài. Vì việc thay đổi phong tục của đất nước, của vùng miến rất khó khăn và chậm chạp.
- Điều kiện và tài nguyên du lịch: các thể loại du lịch cũng tác động đến tính thời vụ du lịch.
- Sự sẵn sang đón tiếp du khách: Là nhân tố ảnh hưởng đấn độ dài của thời vụ thông qua lượng cung trong hoạt động du lịch.
- Cơ sở vật chất kỹ thuật du lịch và cách thức tổ chức hoạt động trong các cơ sở du lịch làm ảnh hưởng đến sự phân bổ hợp lý các nhu cầu du khách.
- Chính sách giá cả, các hoạt động tuyên truyền, quảng cáo của cơ quan du lịch cũng là nhân tố tác động đến thời vụ du lịch.

Cần nghiên cứu mối liên hệ hỗ tương, phụ thuộc vào quy định lẫn nhau giữa các nhân tố và tác động của chúng lên độ dài thời vụ của từng thể loại du lịch, tạo cơ sở để làm tăng độ dài mùa du lịch, sử dụng có hiệu quả cao hất các nguồn lực phát triển du lịch, đưa lại nguồn thu nhập cao cho các tổ chức và doanh nghiệp du lịch.

### Tác động của tính thời vụ đến hoạt động du lịch
Thời vụ ngắn trong du lịch làm cho việc sử dụng tài nguyên du lịch, cơ sở vật chất kỹ thuật và lao động không hết công suất gây lãng phí lớn. Nguồn lao động trong cơ sở du lịch không được sử dụng hết dễ gây sự chuyển dịch việc làm. Mối quan tâm của nhân viên trong việc nâng cao trình độ nghiệp vụ bị hạn chế.
Do cơ sở vật chất chỉ được sử dụng ít trong năm nên tỷ trọng chi phí cố định trong giá thành của sản phẩm, hang hóa dịch vụ du lịch tăng lên, ảnh hưởng đến chính sách giảm giá thành để tạo lợi thế cạnh tranh.
Đối với du khách, tính thời vụ lảm hạn chế khả năng tìm chỗ nghỉ thích hợp với thời gian tự chọn theo ý muốn.
Vào mùa du lịch chính, du khách tập trung quá đông tại các điểm du lịch, vùng du lịch làm giảm chất lượng phục vụ cho du khách.
Việc phân bổ không đồng đều của hoạt động du lịch theo thời gian cũng gây ảnh hưởng không tốt đến các ngành kinh tế và dịch vụ có liên quan.
Tác động của tính thời vụ vào hoạt động du lịch là rất lớn, như với mùa hè du lịch cửa lò, sầm sơn, các du lịch bãi biển rất phát triển, khách đông, nhưng đến 3 mùa còn lại thì rất vắng khách
Nhưng ngược lại với khách quốc tế đến VN thì mùa đông lại là mùa đông khách nhất, các điểm đến cho mùa đông như Ha long, Sapa,...

### Các biện pháp khắc phục
- Xác định khả năng kéo dài thời vụ du lịch.
- Hình thành thời vụ du lịch thứ 2 trong năm.
- Nghiên cứu thị trường để xác định số lượng và thành phần của luồng du khách triển vọng ngoài mùa du lịch chính.
- Nâng cao chất lượng sẵn sang đón tiếp du khách quanh năm cho cả nước, vùng và khu du lịch.
- Sử dụng tích cực các động lực kinh tế.